# Síndrome cardiofaciocutáneo
El síndrome cardiofaciocutáneo (CFC) es una enfermedad congénita -presente desde el momento del nacimiento - que se encuentra dentro del grupo de las rasopatías y es transmitida según un patrón autosómico dominante, si bien la mayor parte de los casos reportados han ocurrido de forma esporádica.
La mayoría de los casos se generan a partir de nuevas mutaciones en los genes BRAF, MAP2K1, MAP2K2 o, rara vez, en los genes KRAS, siendo la mutación en el gen BRAF la que se encuentra en el 75 % de los casos de CFC.
La mayoría de las manifestaciones de esta enfermedad son: características faciales dismórficas, enfermedad congénita del corazón, anomalías dermatológicas, disfunción gastrointestinal, retraso neurocognitivo, enlentecimiento del desarrollo físico y convulsiones, aunque existe una amplia variedad entre los afectados. El número de casos descritos a nivel mundial es muy reducido, por lo que se considera una enfermedad rara.

## Manifestaciones clínicas

El síndrome cardiofaciocutáneo se transmite con un patrón autosómico dominante

Atendiendo a las características de esta enfermedad se puede realizar una clasificación de las manifestaciones clínicas atendiendo al tipo de afección.
- Características faciales y craneales: La cabeza y la cara son caracterizadas por tener macrocefalia o macrocefalia relativa, frente alta con estrechamiento en el bitemporal, aumento del ancho y la profundidad de la cara además de barbilla estrecha. También es frecuente encontrar escaso pelo, aunque rizado, junto con ausencia o escasez de cejas con hiperqueratosis. Entre las características oculares presentan ptosis, hipertelorismo, fisuras palpebrales descendentes y pliegues epicánticos. La nariz es normalmente corta con una base nasal amplia y narinas antevertidas. La boca es ancha con un surco profundo presenta arco de cupido. El paladar es estrecho, alto y arqueado. Las orejas tienen implantación baja. Con la edad, la cara puede hacerse más tosca y las características faciales menos pronunciadas.[1][2][3]
- Complicaciones cardiacas: En torno al 75 % de los individuos con CFC presentan complicaciones cardiovasculares, siendo la más común la estenosis valvular pulmonar (PVS), que se encuentra en torno en el 45 % de los casos. La PVS puede encontrarse sola o junto con otras enfermedades (en el 20 % de los casos) como el HCM o un defecto del septo atrial. Esta primera se encuentra en el 40 % de los casos mientras que la segunda entre un 18-28 %. Otras enfermedades del corazón encontradas son el defecto en el septo ventricular y estenosis subaórtica entre otras, si bien aparecen en menor frecuencia.[1][2][3]
- Manifestaciones dermatológicas: Encontramos cuero cabelludo rizado u ondulado, con escaso cabello en la sien y con crecimiento pobre, además de pelo escaso en piernas y brazos. También destaca la escasez o ausencia de cejas. Además, se encuentran nevos melanocíticos, si bien no se ha descrito transformaciones malignas de lesiones pigmentadas en CFC. En la mayoría de los casos se desarrolla queratosis pilaris, intolerancia al calor, pueden sudar excesivamente y desarrollar olor en las axilas debido a la queratosis. También se describen piel seca, eczemas, uñas distróficas con rápido crecimiento, hiperpigmentación generalizada, pezones hiperplásticos entre otros. Además, se encuentran casos de pacientes con CFC con callos palmo-plantares y linfedema.[1][2][3]
- Anomalías neurológicas: Las anomalías neurológicas encontradas en pacientes con CFC se encuentran en un rango desde suaves a severas. Las principales características son hipotonía, retraso motor y del habla y discapacidad para el aprendizaje. Normalmente se encuentra asociado la macrocefalia, anormalidades oculares, sensibilidad al tacto y defensividad táctil. Por otro lado, se indica que entre el 9 y el 85 % de los pacientes con CFC tienen malformaciones estructurales en el cerebro. A pesar de que en el resto de rasopatías las convulsiones no son normales, los niños con CFC la sufren en el 40-50 % de los casos. Estas convulsiones pueden incluir convulsiones parciales complejas, tónico-clónicas generalizadas y/o espasmos infantiles.[1][2][3]
- Comportamiento y desarrollo: La mayoría de los individuos con CFC tienen discapacidad intelectual, así como retraso psicomotor. Se describe que la edad a la que empiezan a caminar por sí solos en torno a los 3 años. A su vez, los niños con CFC dicen su primera palabra en torno a los 2 años. También se expresa que el desarrollo del lenguaje mejora con la edad, además de que la habilidad de lenguaje receptivo es más fuerte que la de lenguaje expresivo. En cuanto al comportamiento, los individuos con CFC pueden tener irritabilidad, déficit de atención, comportamientos agresivos, testarudez y terrores nocturnos. También se describen mayor riesgo de padecer rasgos del espectro autista, así como problemas para dormir como apnea del sueño y sudoración nocturna.[1]
- Problemas gastrointestinales y de crecimiento: Casi todos los pacientes con CFC padecen durante la infancia problemas para crecer y alimentarse. Entre los problemas de alimentación encontramos reflujo gastroesofágico, disfunción de succión y/o deglución y aversión oral. Estos problemas conducen a una toma de calorías por debajo de la necesaria para un correcto crecimiento, lo que conlleva que muchos pacientes con CFC necesiten alimentación asistida. También se describen complicaciones respiratorias como neumonía y asfixia por aspiración, debido a las dificultades al tragar.[1][2][3]
- Problemas endocrinos: En cuanto a los problemas endocrinos, dos tercios de los afectados por CFC tienen estatura baja, mientras que algunos de ellos tienen además bajos niveles de hormona del crecimiento.[1][2][3]
- Características musculoesqueléticas: Encontramos hipotonía global en los recién nacidos además de retraso en habilidades motoras, debilidad muscular y bajo tono muscular. Esta debilidad muscular mejora a medida que el individuo crece, sin embargo, se siguen manifestando retrasos motores. Es muy frecuente que los pacientes con CFC tengan problemas ortopédicos como son: escoliosis, cifosis, pectus excavatum, y/o carinatum, hiperextensibilidad articular, contracturas articulares, pie plano y marcha disfuncional. Concretamente la escoliosis ocurre en el 33 % de los casos, mientras que los pies planos o el pie plano valgo se encuentra en dos tercios de los afectados por CFC.[1][2][3]
- Problemas oculares: Normalmente los individuos con CFC tienen problemas oculares entre los cuales podemos encontrar estrabismo, ptosis, errores de refracción, nistagmo e hipoplasia del nervio óptico. También existen anomalías craniofaciales relacionadas con los ojos como el hipertelorismo, pliegues epicánticos y crestas supraorbitarias hipoplásticas. Cabe destacar que en los primeros años de vida muchos niños con CFC son sometidos a una corrección del estrabismo, siendo la exotropía la más común. Los errores de refracción incluyen miopía, hipermetropía y astigmatismo. La evaluación del fondo de ojo revela cambios en el nervio óptico que van desde discos ópticos hipoplásicos hasta discos ópticos pequeños pero de apariencia normal, márgenes del disco óptico inclinados e irregulares y pigmentación y atrofia peripapilar. No son frecuentes anomalías del segmento anterior, fóvea, mácula, retina periférica o de los vasos sanguíneos.[1][2][3]
- Características auditivas: Las orejas suelen tener implantación baja y disponerse con una rotación hacia atrás. Otras características incluyen pliegues en los lóbulos de las orejas, pequeñas hendiduras detrás de las orejas o fosas. Son comunes canales de audición externo estrechos y exceso de cerumen. También se ha descrito sensibilidad a los sonidos muy fuertes y pérdida de audición.[1]
- Complicaciones renales u orinarias: Ocurren entre en un 17-33 % de los casos de individuos con CFC. Se han descrito quistes renales, nefrocalcinosis medular, nefrolitiasis, hidronefrosis e hidroureteronefrosis.[1][2][3]
- Condiciones hematológicas y oncológicas: En aproximadamente 200 individuos con CFC descritos en la literatura científica, tres tenían leucemia linfoblástica, uno linfoma de no-Hodgkin y uno linfoma de células B. También hubo un paciente con un hepatoblastoma, posiblemente ocasionado por la inmunosupresión tras un trasplante cardiaco.[1][2]
- Problemas dentales/orales: Destacan la maloclusión con mordida abierta, la mordida cruzada posterior y un paladar alto y arqueado. Los hábitos orales incluyen empuje con la lengua, bruxismo y mantener la boca abierta.[1]

## Diagnóstico
El diagnóstico del síndrome CFC consiste en la identificación de las variantes patogénicas en BRAF, MAP2K1, MAP2K2 o KRAS a partir de pruebas genéticas moleculares. Estas pruebas pueden incluir pruebas seriadas de un solo gen, uso de un panel multigénico y pruebas genómicas más completas.
Los pasos a seguir para la secuenciación son:
1. Generalmente como test inicial se realiza un panel multigénico para RASopatías/trastornos del espectro de Noonan que incluye los genes BRAF, MAP2K1, MAP2K2 y KRAS y otros genes de interés.[1][3]
2. En el caso de que no sea posible realizar una prueba de panel multigénico, se realizarán pruebas de dichos genes uno por uno, comenzando por BRAF, y siguiendo con MAP2K1 y MAP2K2, y KRAS; si no se encuentran variantes patogénicas, se debe realizar la secuenciación de HRAS (de todos los exones) a pesar de que el paciente parezca tener síndrome CFC a partir del diagnóstico clínico. Aquellas personas que tengan una variante patógena de HRAS tendrán el síndrome de Costello.[1][3]
3. Si no se identifican variantes patogénicas en estos genes mediante el análisis de secuenciación, se puede considerar el análisis de deleción/ duplicación dirigida al gen o el CGH de matriz. Las deleciones raras en los genes MAP2K1 y MAP2K2 pueden causar características fenotípicas que recuerden al síndrome CFC.[1][3]
4. En el caso de que con los pasos anteriores no se haya encontrado una causa que confirme el diagnóstico, se puede realizar una secuenciación del exoma o del genoma, con los cuales se pueden encontrar resultados que sugieran otro diagnóstico (como una mutación en un gen diferente que dé lugar a un fenotipo similar).[1][3]

Existe una relación entre el fenotipo y el genotipo en las variantes patogénicas:
La estenosis pulmonar está presente en el 50 % de los casos de las personas que tienen la mutación en el gen BRAF. Por otro lado, las características faciales, defectos del corazón, baja estatura, dificultad para crecer, hallazgos cerebrales, musculares y óseos, así como anomalías oculares y retraso en el desarrollo son comunes en los casos de individuos con CFC con mutación en el gen BRAF. A su vez, aquellos afectados con mutaciones en los genes MAP2K1 o MAP2K2 destacan por presentar queratosis pilaris y manchas en la piel en mayor medida que aquellos que tienen la mutación en el gen BRAF.
Existe la posibilidad de realizar un diagnóstico clínico, sin embargo la variabilidad existente entre los afectados conlleva que no exista un consenso oficial para hacer el diagnóstico del síndrome, por lo que el diagnóstico más fiable se basa en las pruebas genéticas que muestran mutaciones en los genes BRAF (aproximadamente 75 % de los casos), MAP2K1 y MAP2K2 (25 %) o KRAS (<2 %).

## Diagnóstico diferencial
Debe distinguirse de otras enfermedades con las que guarda muchas similitudes, entre las que podemos encontrar el síndrome de Pitt-Hopkins, síndrome de Coffin-Lowry, Síndrome de Börjeson-Forssman-Lehmann, síndrome de Baraitser-Winter, síndrome de Cornelia de Lange, síndrome de Mowat-Wilson, síndrome de Shprintzen-Goldberg, el síndrome de Noonan y el síndrome de Costello, los dos últimos también rasopatías.